# Alvarães (Viana do Castelo)
Pour les articles homonymes, voir Alvarães.
Alvarães est une ville du nord-ouest du Portugal, appartenant au district de Viana do Castelo. Elle est située à environ 4 km de la côte dans la région do Minho et est connue au niveau national pour ses anciennes usines de céramique ainsi que pour sa fête des fleurs appelée festa das cruzes et ayant lieu habituellement vers la fin du mois de mai.

## Géographie
Alvarães se situe à une dizaine de kilomètres au sud du centre de la municipalité de Viana do Castelo. La ville est limitrophe du district de Braga.
| Chafé | Vila Fria | Vila de Punhe |
| Neiva | Alvarães  |               |
|       | Forjães   | Fragoso       |

## Politique et administration
Alvarães est une freguesia (paroisse civile), c'est-à-dire la plus petite division administrative portugaise. Elle fait partie de la municipalité de Viana do Castelo.
L'actuel président de la junta de freguesia, l'équivalent du conseil municipal français, est Fernando MARTINS. Depuis le retour de la démocratie en 1976, la droite est toujours arrivée en tête aux élections de la junta de freguesia, à l'exception de la période 2001-2009 où le président était le socialiste Fernando Alberto Vilarinho Martins.